# Diamentowa karoca
Diamentowa karoca – powieść detektywistyczna autorstwa Borisa Akunina. Jedenasta część serii o Eraście Fandorinie.

## Fabuła
Polskie wydanie książki składa się z dwóch części:
- Łowca ważek (ros. Ловец стрекоз) – akcja toczy się w roku 1905. Fandorin zostaje specjalnym konsultantem do spraw bezpieczeństwa szlaków komunikacyjnych. Bada między innymi sprawę wysadzonego na trasie Moskwa-Sankt-Petersburg mostu: podejrzanymi są polscy nacjonaliści.
- Między wierszami (ros. Между строк) – jest rok 1878, Fandorin przebywa w Japonii, poszukując zabójców ministra Ōkubo. W Kraju Kwitnącej Wiśni rozwija swój talent detektywistyczny.

W powieści znajduje się nawiązanie do podziału buddyzmu na wielki wóz, mały wóz i tytułową diamentową drogę.